# ایزوترم جذب
ایزوترم جذب (به انگلیسی: adsorptionisotherm) رابطه‌ای ریاضی (تجربی یا تحلیلی) است که مقدار تعادلی ماده (معمولاً گاز) جذب شده به صورت شیمیایی یا فیزیکی بر روی سطح یک جامد معین را با تغییرات فشار گاز در دمای ثابت بیان می‌کند. برخی از متداول‌ترین مدل‌های ارائه شده برای ایزوترم‌های جذب عبارتند از:
- ایزوترم جذب لانگمویر
- ایزوترم جذب BET
- ایزوترم جذب تمکین
- ایزوترم جذب فروندلیش